# Palazzo dell’Archiginnasio

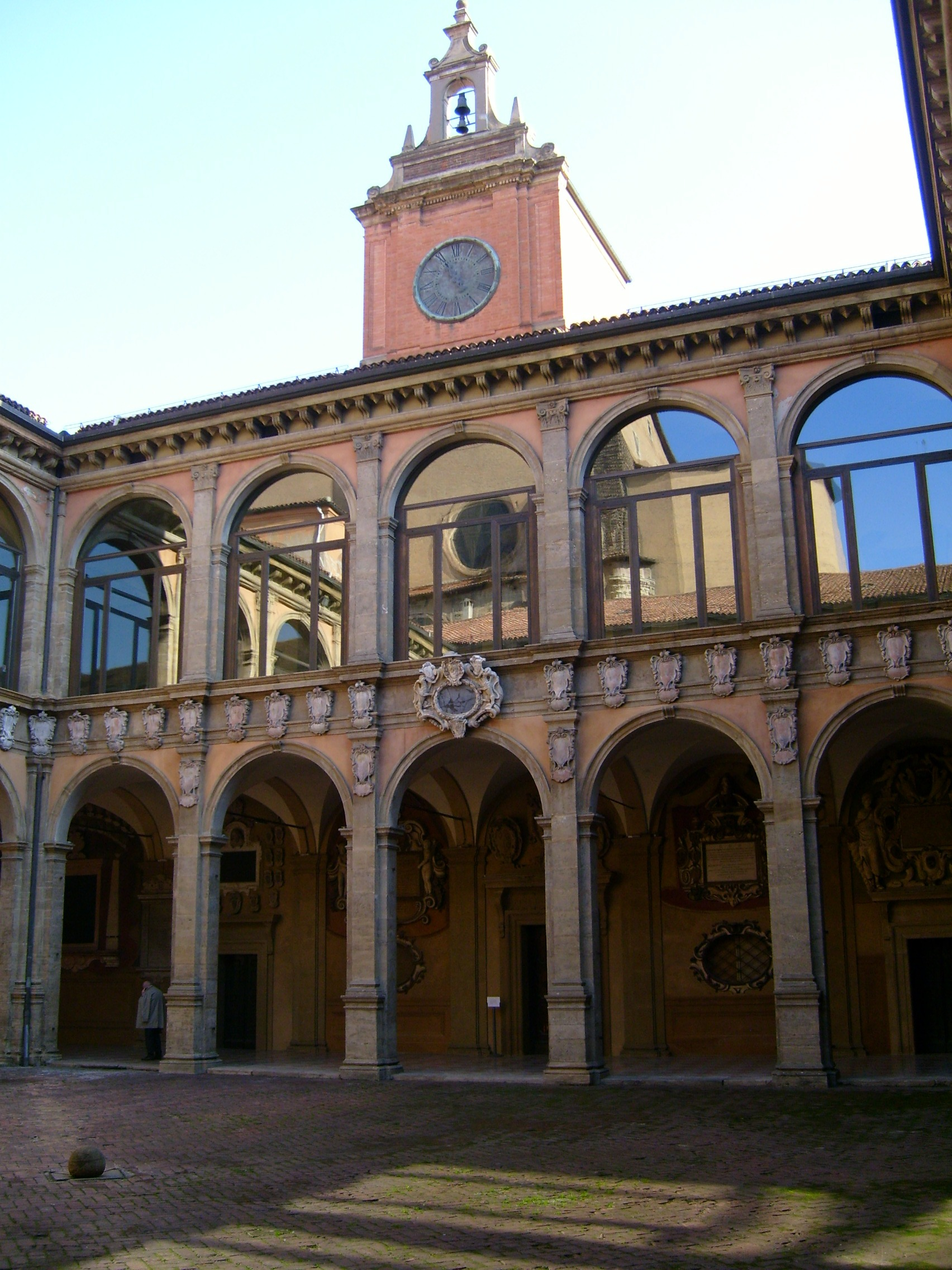
Der Palazzo, vom Innenhof gesehen

Der Palazzo dell’Archiginnasio ist ein palastartiges Gebäude in der italienischen Stadt Bologna. Er wurde nach seiner Fertigstellung im Jahre 1563 zum ersten festen Sitz der bereits seit dem 11. Jahrhundert bestehenden Universität Bologna und beherbergt jetzt die Biblioteca Comunale dell'Archiginnasio, die Stadtbibliothek Bolognas. Das Gebäude befindet sich im Zentrum an der Piazza Galvani.

## Universitätsgebäude von 1563 bis 1803

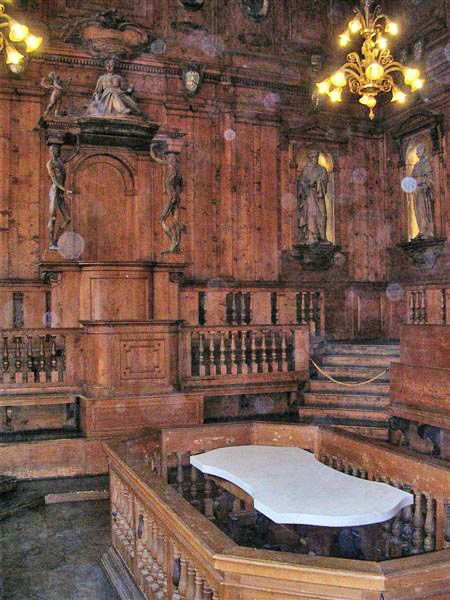
Der Anatomiesaal aus dem Jahre 1637

Im 16. Jahrhundert wurde das Gebiet um die Piazza Maggiore auf Anordnung des Papstes Pius IV. radikal erneuert. Gleichzeitig wurde auch der Neptunbrunnen errichtet. Der Papst beauftragte den Kardinal Karl Borromäus als päpstlichen Legaten und Pier Donato Cesi als Vizelegaten mit dem Bau des Archiginnasio. Diese gaben den Auftrag an den Architekten Antonio Morandi (genannt „il Terribilia“) weiter. Die Bauarbeiten wurden von 1562 bis 1563 durchgeführt. 
Das Bauwerk war als zentrales Universitätsgebäude geplant und sollte die vorher über das ganze Stadtgebiet verstreut liegenden Unterrichtsräume ersetzen. Der Palast des Archiginnasio beherbergte die Universität Bologna von 1563 bis 1803 und ist reich an Zeugnissen des universitären Lebens dreier Jahrhunderte. Bemerkenswert ist die Vielzahl von Wappen und Inschriften von Studenten und Lehrenden, die im Laufe der Zeit an vielen Wänden, Gewölben und Treppenhäusern angebracht wurden.
Das Gebäude ist in zwei Etagen eingeteilt, weist einen Vorbau mit einem Innenhof auf, der die ehemalige Kirche Santa Maria dei Bulgari umfasst. In der oberen Etage waren die Studiensäle der Rechtswissenschaft und der Künste. Deren entsprechende große Hörsäle sind der Sala dello Stabat Mater (Stabat-Mater-Saal) und der heutige Sala di Lettura (Lesesaal) der heutigen Stadtbibliothek. Ein gewaltiges Wappenfresko (mit 6000 Wappen der Studenten und Inschriften zu Ehren der Professoren), das trotz der befohlenen Zerstörung der republikanischen Regierung im Jahre 1797 und der Bombardierungen im Zweiten Weltkrieg erhalten geblieben ist, schmückt das Gewölbe in der unteren Etage.
In der oberen Etage befindet sich der nach dem Entwurf von Antonio Levanti im Jahre 1637 errichtete Teatro anatomico (Anatomisches Theater). Er war als Unterrichtsstätte für anatomische Sektionen in der Form eines Amphitheaters konstruiert, mit Tannenholz ausgekleidet und mit Kassettendecke und mit Statuen geschmückt. Der Saal stürzte bei den Bombardierungen im Jahre 1944 ein und wurde später wieder aufgebaut.

## Stadtbibliothek seit 1838

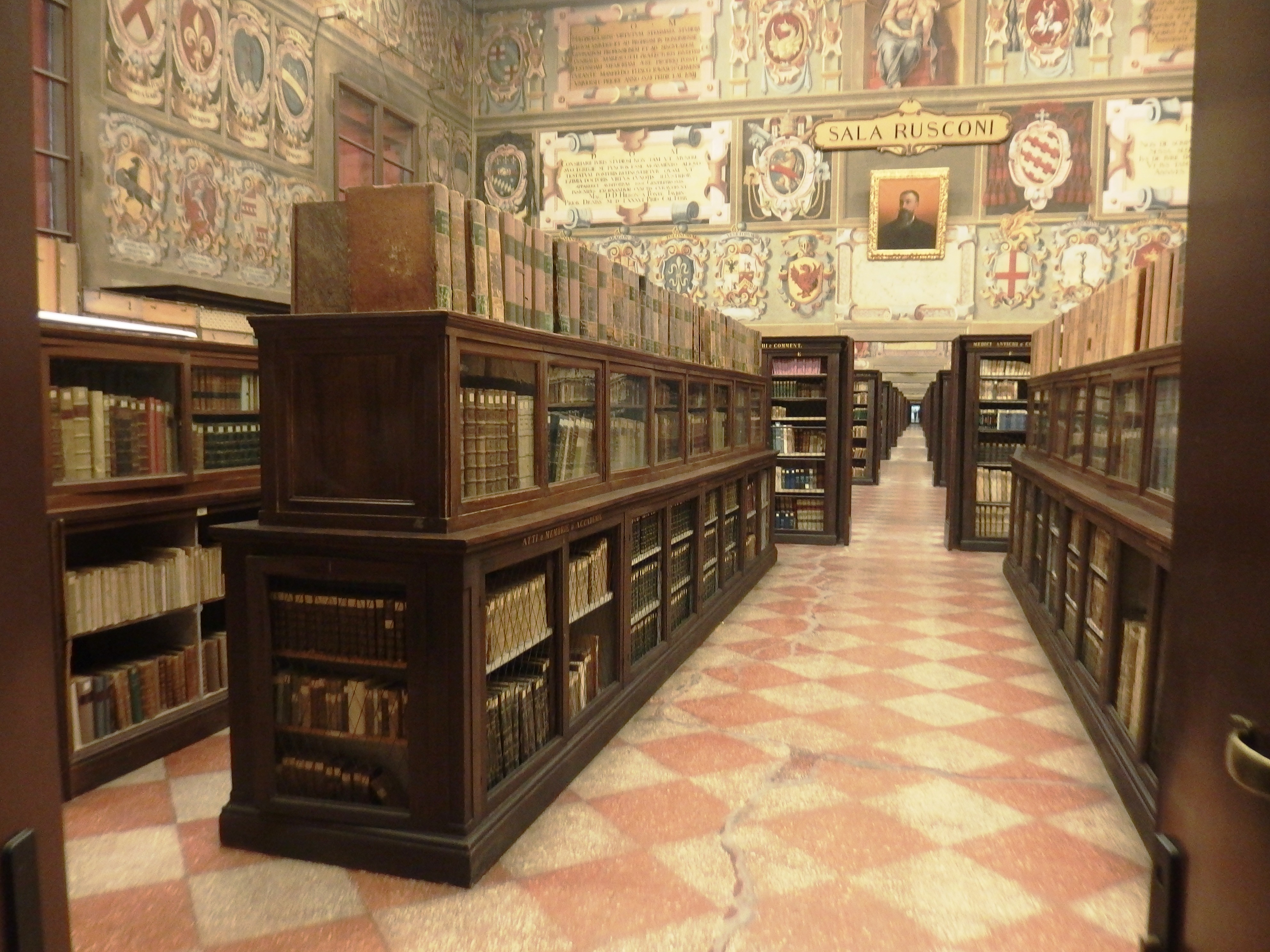
Bibliothekssaal

Die Biblioteca Comunale dell'Archiginnasio (Stadtbibliothek) geht auf das Jahr 1801 zurück und war ursprünglich im Kloster San Domenico beherbergt. Sie wurde von dort im Jahre 1838 in den Palast des Archiginnasio verlegt und ist seitdem hier untergebracht. Die gesammelten Schriftstücke behandeln verschiedene Themen, darunter vorwiegend Geschichte, Philosophie, Politik, Literatur, Kunst, Biographie und Bibliographie sowie eine reiche Abteilung über die Kultur der Stadt Bologna. 
Die Bibliothek zählt heute über 850.000 Bände und Hefte, 25.000 Briefe von Prominenten und 12.000 Handschriften. Darunter befinden sich etwa 2.500 Inkunabeln aus dem 16. Jahrhundert sowie 120.000 Werke mit einem Erscheinungsjahr vor 1830.

### Stabat-Mater-Saal
Dieser Saal erhielt seinen Namen, nachdem dort am 18. März 1842 die italienische Uraufführung des Musikstücks Stabat Mater für Soloquartett, Chor und Orchester von Gioachino Rossini unter dem Dirigat von Gaetano Donizetti stattfand.

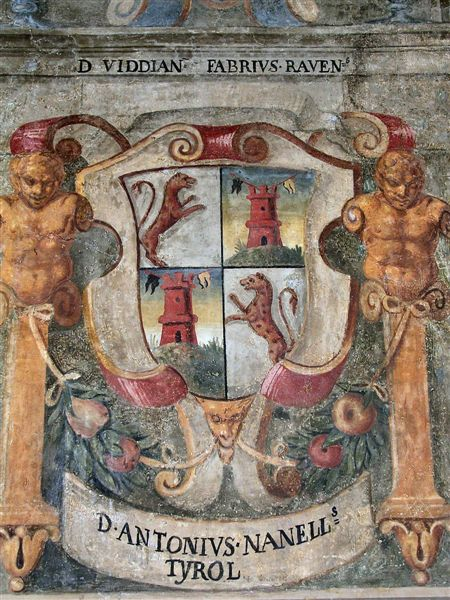
Wappen der Studenten
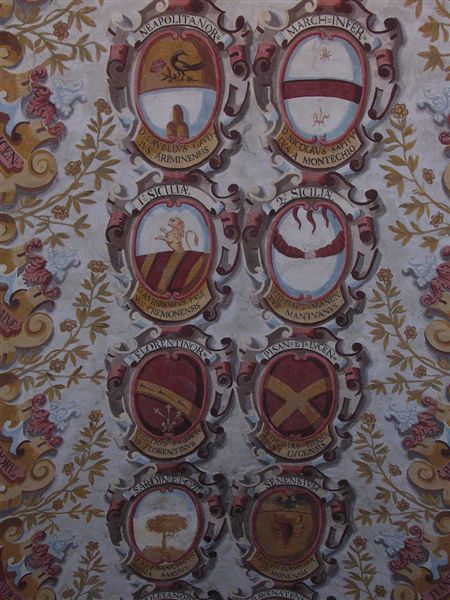
Andere Geschlechtswappen
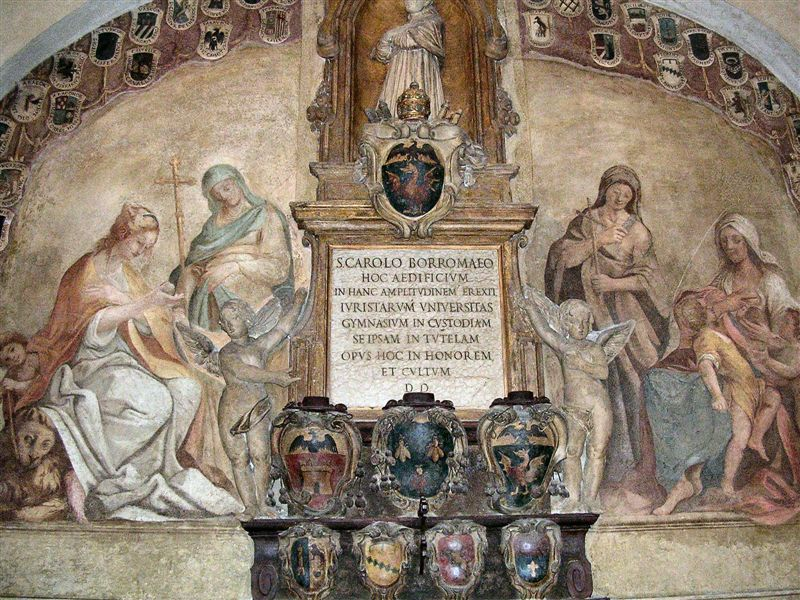
Gedenkinschrift zu Ehren von Carlo Borromeo